# Rede Minas
Rede Minas é uma rede de televisão pública aberta brasileira sediada em Belo Horizonte, capital do estado de Minas Gerais. Pertence à Empresa Mineira de Comunicação, órgão do governo estadual, também mantenedora da Rádio Inconfidência. Foi criada em 1984 por um decreto assinado pelo então governador Tancredo Neves, que instituiu a Fundação TV Minas Cultural e Educativa, então vinculada à Secretaria de Estado da Cultura. Terceira maior rede pública do país, além de exibir programação própria, retransmite a TV Brasil e a TV Cultura, também públicas, e conta com afiliadas por toda Minas Gerais e em outros estados do Brasil.

## História
Em 14 de agosto de 1984, o decreto n.º 23.807 da legislação mineira, assinado pelo então governador do estado Tancredo Neves, instituiu a Fundação TV Minas - Cultural e Educativa, vinculada à então Secretaria de Estado da Cultura, "com a finalidade de promover atividades educativas e culturais através da televisão". Inaugurada em 8 de dezembro do mesmo ano através do canal 9 VHF de Belo Horizonte, a programação da TV Minas ia ao ar das 18 horas à meia-noite, retransmitindo a TV Educativa do Rio de Janeiro. À época, seu presidente era Dalton Canabrava Filho. Sua sede localizava-se em uma casa no bairro Floresta, na região leste de Belo Horizonte. Transmitindo inicialmente para 33 cidades em torno do centro do estado, sua área de cobertura foi expandida com enlaces de micro-ondas que ligavam a capital ao sul de Minas.
Em 1985, são exibidas as primeiras produções locais. Em 1987, sua grade é ampliada de seis para dezessete horas diárias. Em 1990, começou a retransmitir a programação da TV Cultura de São Paulo. Em 1995, transferiu-se para um prédio no bairro Sion e adota o nome Rede Minas. A inauguração da nova sede contou com a presença do então presidente da República Fernando Henrique Cardoso. Em 1996, a emissora passou a transmitir 24 horas diárias de programação. Em 2007 com a criação da TV Brasil, a Rede Minas passou a exibir a nova emissora em misto com a TV Cultura até hoje.
Em abril de 1998, inaugurou seu sistema de transmissão via satélite, com 336 retransmissoras veiculando sua programação. Esse foi o marco inicial da interiorização da programação da emissora no Estado. A partir de 2004, a abrangência do sinal cresceu, chegando, em 2010, com cerca de 80% dos municípios mineiros com retransmissoras. Parte delas são de estações, sob a responsabilidade do Departamento Estadual de Telecomunicações (DETEL), que instala e realiza a manutenção dos equipamentos. A rede mantém 44 emissoras afiliadas no interior mineiro, corroborando para essa abrangência.
Em dezembro de 2005, a Rede Minas assinou termo de parceria com a ADTV - Associação de Desenvolvimento da Radiodifusão de Minas Gerais, uma OSCIP, adotando um novo modelo administrativo-gerencial, para viabilizar o desempenho das atividades da TV que não são exclusivas do Estado. Para acompanhar as atividades da OSCIP, por meios de critérios objetivos e transparentes, de avaliação de resultados, adequados ao controle social, é vital a participação de órgãos colegiados representativos da sociedade civil, que são representados pela Assembleia Geral, os Conselhos de Administração e Fiscal, que se reúnem com periodicidade. Desta forma, tornou-se possível dar maior agilidade e transparência às ações, bem como flexibilidade à destinação de recursos.
A ADTV produz conteúdo para a grade de programação e capta parte dos recursos para serem investidos na produção, juntamente com o valor repassado pelo Governo do Estado de Minas Gerais. A Fundação TV Minas Cultural e Educativa, através de sua diretoria, é responsável pelas diretrizes em relação ao conteúdo a ser produzido em seus diversos segmentos.
Em 2013, por determinação do Ministério Público do Trabalho e do Ministério Público do Estado de Minas Gerais, foi anunciado concurso público para a recomposição de cargos na emissora. Neste período foi iniciada a transição do modelo de parceria com a ADTV para o modelo de fundação com servidores públicos concursados.
Ainda em 2013, foi anunciada a construção da sua nova sede, o Estação da Cultura Presidente Itamar Franco, no Barro Preto, região central de Belo Horizonte. A nova sede da Rede Minas tem 14.400 m² e abriga, além da TV, as instalações da Rádio Inconfidência e da Orquestra Filarmônica de Minas Gerais. Em uma estrutura de oito andares, o complexo é dividido em dois setores: um composto de salas de concertos e o outro destinado à TV e à Rádio. A Estação da Cultura tem estúdios modernos, tanto da Rede Minas, quanto da Rádio Inconfidência, com tecnologia de ponta e adequados para suas gravações, o que possibilitará aumento do número de produções e da qualidade. O Centro de Cultura  conta também com serviços de alimentação, uma praça pública e estacionamento para 250 vagas.
Em 2015, a TV Cultura faz parceria com a emissora mineira para transmissão de programas e conteúdos jornalísticos. Mas a parceria durou pouco tempo sendo que o Jornal da Cultura parou de ser transmitido dias depois devido a mudança de diretoria sem prévio aviso. No lugar, a Rede Minas passou a transmitir o Repórter Brasil.
Em setembro de 2016, foi sancionada a lei que cria a Empresa Mineira de Comunicação, projeto que integra a Rádio Inconfidência com a Rede Minas. As emissoras passaram a operar, em 2017, a partir da sua nova sede, o Centro de Cultura Presidente Itamar Franco, que teve sua construção concluída no ano anterior.
Em dezembro de 2016, a emissora torna-se pioneira entre as TVs públicas brasileiras ao lançar o projeto de interatividade na TV digital aberta. O projeto, desenvolvido pelo Núcleo Transmídia da Rede Minas em parceria com a Secretaria de Estado de Cultura de Minas Gerais, permite que o telespectador interaja com a programação, por meio do controle remoto do aparelho televisivo. Para levar os recursos interativos ao ar, foi utilizada a Ginga, presente em aparelhos de TV que suportam o novo padrão do Sistema Brasileiro de TV Digital.

## Sinal digital
A emissora iniciou as transmissões do sinal digital em 25 de janeiro de 2010, sendo a sexta emissora da grande Belo Horizonte a operar na nova tecnologia. Em 2014, a emissora começou a produzir alguns de seus programas em alta definição, e em 11 de outubro de 2017, todos os programas locais, assim como os da TV Brasil e TV Cultura passaram a ser exibidos no formato.

### Transição para o sinal digital
Com base no decreto federal de transição das emissoras de TV brasileiras do sinal analógico para o digital, a Rede Minas, bem como as outras emissoras de Belo Horizonte, cessou suas transmissões pelo canal 9 VHF em 22 de novembro de 2017, seguindo o cronograma oficial da ANATEL.

## Programas
A Rede Minas possui uma programação cultural e educativa voltada para a formação do cidadão. Além dos programas produzidos pela própria emissora e por parceiros, a Rede Minas retransmite programas da TV Brasil, TV Cultura, TVT, Deutsche Welle e TAL - Televisão América Latina. A programação completa é disponibilizada no site da emissora. Vários programas da Rede Minas são exibidos nacionalmente pela TV Brasil, (Diverso, Alto-Falante, Rede Jovem de Cidadania, Dango Balango e +Ação, além do envio diário de matérias para o Repórter Brasil e comentários semanais para o jornalismo esportivo), pela TV Cultura e pela TV Rá Tim Bum (Dango Balango).
- Agenda
- Alto-Falante
- Brasil das Gerais
- Cinematógrafo
- Coletânea
- Conversações
- Dango Balango
- Edição Especial
- Estações
- Faixa de Cinema
- Geraes
- Harmonia
- Hypershow
- Jornal Minas
- Meio de Campo
- Minas da Gente
- Missa Dominical (com a TV Horizonte)
- Mulhere-se
- Noturno
- Opinião Minas
- Palavra Cruzada
- Retratos da Dança
- Sabor & Afeto

### Jornalismo
A programação da Rede Minas conta com dois jornais diários, nos quais são destacados os principais fatos do dia, tanto na capital mineira quanto no interior do estado. O programa semanal Palavra Cruzada apresenta entrevistas com personagens importantes de diferentes áreas da sociedade. Já participaram do programa nomes como Mario Sergio Cortella, João Pedro Stédile, Helvécio Ratton, Sandra de Sá, Maria Prestes e Ronaldo Fraga. O Opinião Minas é um programa de entrevistas diário que analisa fatos do cotidiano nas áreas saúde, psicologia, educação e cidadania. Já o Rede Mídia foi um programa de debate que analisa e discute o papel da mídia nos dias de hoje

### Esporte
O debate e a cobertura esportiva é feita pelo programa Meio de Campo, que traz, semanalmente, convidados e comentaristas esportivos para debater os principais assuntos da área. Já foram entrevistados pelo programa personagens como Alexandre Kalil, Toninho Cerezo e Gilberto Silva.

### Infantil
A Rede Minas, juntamente com outras TVs públicas, é uma das únicas TVs abertas a manter no ar uma programação infantil durante os dias de semana. Tal programação é representada principalmente pelo programa Dango Balango, que tem como protagonistas bonecos produzidos pelo Grupo Giramundo. O programa é orientado por uma narrativa que segue uma história/tema e tem quadros produzidos pelas próprias crianças.

## Emissoras
No interior de Minas Gerais, a recepção é feita por meio de canais disponibilizados em cada localidade, por intermédio de emissoras afiliadas ou estações retransmissoras do DETEL ou das prefeituras. Em toda a América Latina, a rede pode também ser assistida por meio de antena parabólica com receptor digital.